# هانس خواكيم بيلنجر
هانس خواكيم بيلنجر هو عسكري ألماني، ولد في 5 يونيو 1917 في فولدا في ألمانيا، وتوفي بنفس المكان في 12 فبراير 1996.